# 普拉傑瓦·雷凡納
普拉傑瓦·雷凡納（英語：Prajwal Revanna，1990年8月5日—）是一名印度政治人物，第17屆印度人民院哈桑選區議員，也是印度第三年輕的國會議員。

## 早年生活
雷凡納是卡納塔克邦議員、前公共工程部長H·D·雷凡納的兒子。他是印度前總理德韋·高達的孫子，也是卡納塔克邦前首席部長H·D·庫馬拉斯瓦米的侄子。
雷凡納於2014年畢業於邦加羅爾理工學院機械工程學系。他曾在澳洲攻讀碩士學位課程，但因從政而中斷。
2019年，他被任命為人民黨 (世俗派)的邦秘書長。他在人民黨工作了8年多。
在2024年印度大選中，他與印度人民黨結盟，競選哈桑選區的人民黨（世俗派）議員。由於性醜聞爭議牽涉到他的名字，他被其所在的人民黨（世俗派）正式停職。對性醜聞指控的審判和調查尚未開始，卡納塔克邦政府已經成立一個特別調查小組來進一步調查指控。

## 政治生涯
2014年，雷凡納在印度大選中加入了來自哈桑的德韋·高達的競選團隊。2015年，他作為印度10名有抱負的年輕政治家之一，被大英國協議會協會選中，接受英國治理方式的薰陶。雖然他是人民黨（世俗派）黨員，但在2018年卡納塔克邦立法議會選舉中，該黨拒絕向他發放入場券，因此他遲遲未能進入政壇。儘管如此，他還是以某種身分參與了哈桑的政治活動。
2019年，德韋·高達允許雷凡納在哈桑競選人民院議員，自己則到杜姆古爾選區競選。雷凡納在哈桑競選中獲勝，成為該黨六名候選人中唯一的獲勝者。在勝選後的12小時內，雷凡納因祖父在杜姆古爾的敗選而傷心，宣布辭職並將席位讓給了高達，高達要求他重新考慮這一決定。2019年9月，卡納塔克邦高等法院就一份不完整的選舉宣誓書向他發出傳票。傳票的請願人指控雷凡納在2019年選舉期間隨提名文件提交了一份虛假且不完整的宣誓書。2020年1月，約翰·邁克爾·丁哈法官以請願人未遵守1951年《人民代表法》第81(3)條規定的法定程序為由駁回第一份請願書，並以技術理由駁回第二份請願書。

## 2024年性醜聞
在2024年人民院大選中，雷凡納再次從哈桑參選。投票當天，他的投票代理向警方提出投訴，聲稱哈桑地區廣泛流傳著一些雷凡納的變形照片和影片。該代理人聲稱，「被告挨家挨戶播放這些淫穢照片和影片，煽動人們不要投票給普拉傑瓦……」據報道，在該選區的選舉之前，流傳著數千段由雷凡納親自錄製的多名女性的性愛影片。在卡納塔克邦婦女委員會的要求下，卡納塔克邦政府於4月27日宣布成立特別調查小組進行調查。第二天，有報告指出雷凡納已逃往德國。該委員會稱，女性在未經同意的情況下被強迫或拍攝。

## 外部連結
- Official biographical sketch in Parliament of India website （页面存档备份，存于）
- 普拉傑瓦·雷凡納的Facebook專頁